# Windsor (Vermont)
Pour les articles homonymes, voir Windsor.
Windsor est une ville du comté de Windsor au Vermont aux États-Unis. En 2010 la population était de 3 553 habitants.